# Garra de Ouro
O Grêmio Recreativo Escola de Samba Garra de Ouro é uma escola de samba de Niterói.

## Carnavais
| Ano  | Colocação             | Grupo                    | Enredo                                                                             | Carnavalesco         | Intérprete                    | Ref                                |
| ---- | --------------------- | ------------------------ | ---------------------------------------------------------------------------------- | -------------------- | ----------------------------- | ---------------------------------- |
| 2009 | Campeã                | Grupo 1 - Blocos         |                                                                                    |                      |                               | [ 1 ]                              |
| 2010 | 3º lugar              | Grupo 1 - Blocos         |                                                                                    |                      |                               |                                    |
| 2011 | 7º lugar              | Grupo 2 (acesso)         | Garra de ouro em noite de Lua cheia                                                |                      |                               | [ 2 ] [ 3 ] [ 4 ]                  |
| 2012 | 4º lugar              | Grupo de Acesso          | Dourado, a cor do desejo                                                           |                      |                               | [ 5 ] [ 6 ]                        |
| 2013 | 4º lugar              | Grupo de Acesso          |                                                                                    |                      |                               | [ 7 ]                              |
| 2014 | 10º lugar (rebaixada) | Grupo de Acesso          | África dos filhos deste solo, também és mãe gentil                                 |                      |                               | [ 8 ] [ 9 ] [ 10 ]                 |
| 2015 | Vice-campeã           | Grupo Especial de Enredo |                                                                                    |                      |                               | [ 11 ]                             |
| 2016 | Campeão               | Grupo B                  | Deixa Falar, Eu Sou a Escola de Samba                                              | Mariano              | Jhonny Amorim Guilherme Muniz | [ 12 ] [ 13 ] [ 14 ]               |
| 2017 | 3º lugar              | Grupo A (acesso)         | As Tias Matriarcas do Samba                                                        | Mariano              | Jhonny Amorim Guilherme Muniz | [ 15 ] [ 16 ] [ 17 ]               |
| 2018 | 5º lugar              | Grupo B (acesso)         | Largo da Batalha. Um Berço de Sambistas em Niterói                                 | Mariano              | Jhonny Amorim Guilherme Muniz | [ 18 ] [ 19 ]                      |
| 2019 | 4º lugar              | Grupo B (acesso)         | Luiz Gama. O Espártaco negro, celebrando a liberdade na Conceição!                 | Comissão de Carnaval | Jhonny Amorim Guilherme Muniz | [ 20 ] [ 21 ] [ 22 ]               |
| 2020 | 10º lugar (rebaixada) | Grupo B (acesso)         | Mulheres Negras do Cais. Resistência, pensamento e poesia, no mar do Garra de Ouro | Comissão de Carnaval | Jhonny Amorim Guilherme Muniz | [ 23 ] [ 24 ] [ 25 ] [ 26 ] [ 27 ] |
| 2021 |                       | Grupo C                  |                                                                                    |                      |                               |                                    |